# Macrolobium klugii
Macrolobium klugii är en ärtväxtart som beskrevs av John Macqueen Cowan. Macrolobium klugii ingår i släktet Macrolobium och familjen ärtväxter. Inga underarter finns listade i Catalogue of Life.